# EC Comercial (MS)
Az Esporte Clube Comercial, vagy Comercial (MS), egy 1943-ban alapított labdarúgócsapat a brazíliai Campo Grande városából. A Mato Grosso do Sul állam első osztályú bajnokságában és az országos bajnokság negyedik osztályában, a Série D-ben szerepel.

## Sikerlista

### Állami
- 9-szeres Sul-Mato-Grossense bajnok: 1982, 1985, 1987, 1993, 1994, 2000, 2001, 2010, 2015
- 1-szeres Mato-Grossense bajnok: 1975

## Játékoskeret
| # |     | Poszt | Név            |
| - | --- | ----- | -------------- |
|   | BRA | K     | Gabriel        |
|   | BRA | V     | Jailton        |
|   | BRA | V     | Rodrigo Gaúcho |
|   | BRA | V     | Rodolfo        |
|   | BRA | V     | Nilson         |
|   | BRA | KP    | Jean Carlos    |
|   | BRA | KP    | Ale            |
|   | BRA | KP    | Branco         |
|   | BRA | KP    | Van Basty      |
|   | BRA | CS    | Felipe Fumaça  |
|   | BRA | CS    | Erick          |
|   | BRA | CS    | Jefferson      |
|   | BRA | CS    | Danilo Bahia   |
|   | BRA | CS    | Bruno Cardoso  |